# アラン＝ルネ・ルサージュ
アラン＝ルネ・ルサージュ(Alain-René Lesage  1668年5月6日 - 1747年11月17日)は、フランスの劇作家、小説家、スペイン語翻訳家であり、フランシスコ・デ・ロハス・ソリーリャの影響が強い。代表作は長編小説『ジル・ブラース物語』。フランス初の職業作家といわれる。

## 生涯
アラン＝ルネ・ルサージュはフランスのブルターニュのモルビアン県サルゾーで誕生した。父のクロード・ルサージュは知識人、著作家であった。早期に両親と死別した上、後見人に財産を浪費される。そのため貧しい暮らしを余儀なくされたが、叔父のもとを出たあとイエズス会の学校に通う。25歳の頃にパリに上京。法律家になるべく法学を学ぶ。1694年に木工の娘マリーと結婚。3人の子宝に恵まれ、息子はのちに役者になった。最終的に法律家の道を諦めた。この頃、スペイン語を学び、スペインの書物に昼夜ひたすら没頭した。とくにフランシスコ・デ・ロハス・ソリーリャ、ロペ・デ・ヴェガに感銘を受けた。またミゲル・デ・セルバンテスやペドロ・カルデロン・デ・ラ・バルカの影響も強く受けた。生活費を稼ぐため数多くのスペイン文学の書物をフランス語に訳して刊行した。それから翻案も担当した。やがて翻案が評判を呼んだことから様々な作品の発表を始めた。
1707年にベレス・デ・ゲバラの同名の長編小説を改作した処女長編作『跛の悪魔 (Le Diable boiteux)』を発表してパリ社会を風刺した。さらに同年に『Don César Ursin』、『Les Étrennes』、『主人と張合うクリスパン (Crispin rival de son maître)』といった風刺戯曲三作の発表により文名を確立した。とくにウルタド・デ・メンドーサの著作を翻案した『主人と張合うクリスパン (Crispin rival de son maître)』はフランスの人々から絶賛された。次いで1709年に戯曲『チュルカレ (Turcaret ou le Financier)』を発表して名声を確固たるものにした。チュルカレは傑作と評価されたが、作中で悪の権化とされた金融資本家達から上演を妨害する工作を受けた。これによりルサージュは喜劇の創作を中止し、オペラ・コミックの執筆等をする流行劇作家となった。戯曲の多くはテアトル・フランセで上演されている。
処女長編作を経て1715年にスペインを舞台にした長編作『ジル・ブラース物語 (Histoire de Gil Blas de Santillane)』シリーズの1巻を発表、瞬く間に評判を呼びそれから1724年に2巻、1735年に3巻、そして最終巻を1747年に順次刊行された。挿絵は画家ジャン・ジグーが担当している。
フランスのブローニュ＝シュル＝メールで死去した。

## 評価・影響
『テレマック (Télémaque, 1715年)』は最初のオペラ・コミックとされる。
ルサージュはフランス文学者としては傍流で、スペイン文学の影響を受け、イギリス文学に影響を与えたと見なされている。ルサージュの代表作は長編小説『ジル・ブラース物語』である。ジル・ブラースはアンシャンレジーム下18世紀フランスの風俗を描写した資料ともなっている。英国の小説家トバイアス・スモレットは『ジル・ブラース物語』にならったピカレスク小説『ロデリック・ランダムの冒険』を刊行し、また『ジル・ブラース物語』の英訳を行っている。チャールズ・ディケンズはスモレットの作品やスモレットが英訳したルサージュの『跛の悪魔』や『ジル・ブラース物語』を愛読しており、『ジル・ブラース物語』をドン・キホーテ以来、最高のフィクションと評している。ディケンズの『クリスマス・キャロル』は発表当時より『跛の悪魔』の影響が指摘されている。また『骨董屋』『ドンビー父子』の作中で『跛の悪魔』に言及する等複数の作品に影響が見られる。

## 著作

### 翻訳・翻案
- Le Traître puni, 1700年
- Don Félix de Mendoce, 1700年
- Point d'honneur, 1702年
- Second Book of the Ingenious Knight Don Quixote of La Mancha (ドン・キホーテ後編), 1704年
- Orlando innamorato (恋するオルランド), 1721年
- Guzman d'Alfarache (グスマン・デ・アルファラチェ), 1732年

### 戯曲
- Don César Ursin, 1707年[1]
- Les Étrennes, 1707年[1]
- 『主人と張合うクリスパン』Crispin rival de son maître, 1707年[4]
- 『チュルカレ』Turcaret, 1709年[10][6]
- 『セレンディブの王，アルルカン』Arlequin roi de Serendib, 三幕劇,1713年[6]
- 『テティスに扮するアルルカン』Arlequin Thétis, 一幕劇 ,1713年[6]
- 『目に見えないアルルカン』Arlequin invisible, 一幕劇 ,1713年[6]
- La Foire de Guibray, 1714年
- Arlequin Mahomet, 1714年
- 『テレマック』 Télémaque, 1715年
- La Statue merveilleuse (fair play, with d'Orneval), 1720年
- La Boîte de Pandore 1721年, comedy in 1 act.

### 小説
- 『跛の悪魔』Le Diable boiteux, 1707年 (英題 "The Devil on Two Sticks")（邦題『悪魔アスモデ』）[11]
- 『ジル・ブラース物語』Histoire de Gil Blas de Santillane, 1715-1735年[12]
  - Histoire de Gil Blas de Santillane, (Livres I–VI), 1715年
  - Histoire de Gil Blas de Santillane, (Livres VII–IX), 1724年
  - Histoire de Gil Blas de Santillane, (Livres X–XII), 1735年
  - Histoire de Gil Blas de Santillane, 1747年
- Les avantures de monsieur Robert Chevalier, dit de Beauchêne, capitaine de flibustiers dans la Nouvelle-France, 1732年
- 『サラマンカの学士』Le Bachelier de Salamanque, 1736年
- Estevanille Gonzalez, 1732年
- La Valise trouvée, 1740年
- Mélange amusant de saillies d'esprit et de traits historiques les plus frappants, 1743年
- 『マドリッドの煙突のかたる悲劇喜劇』Entretiens serieux et comiques des cheminees de Madrid[13]